# Moara de Pădure, Cluj
Moara de Pădure este un sat în comuna Băișoara din județul Cluj, Transilvania, România.

## Imagini

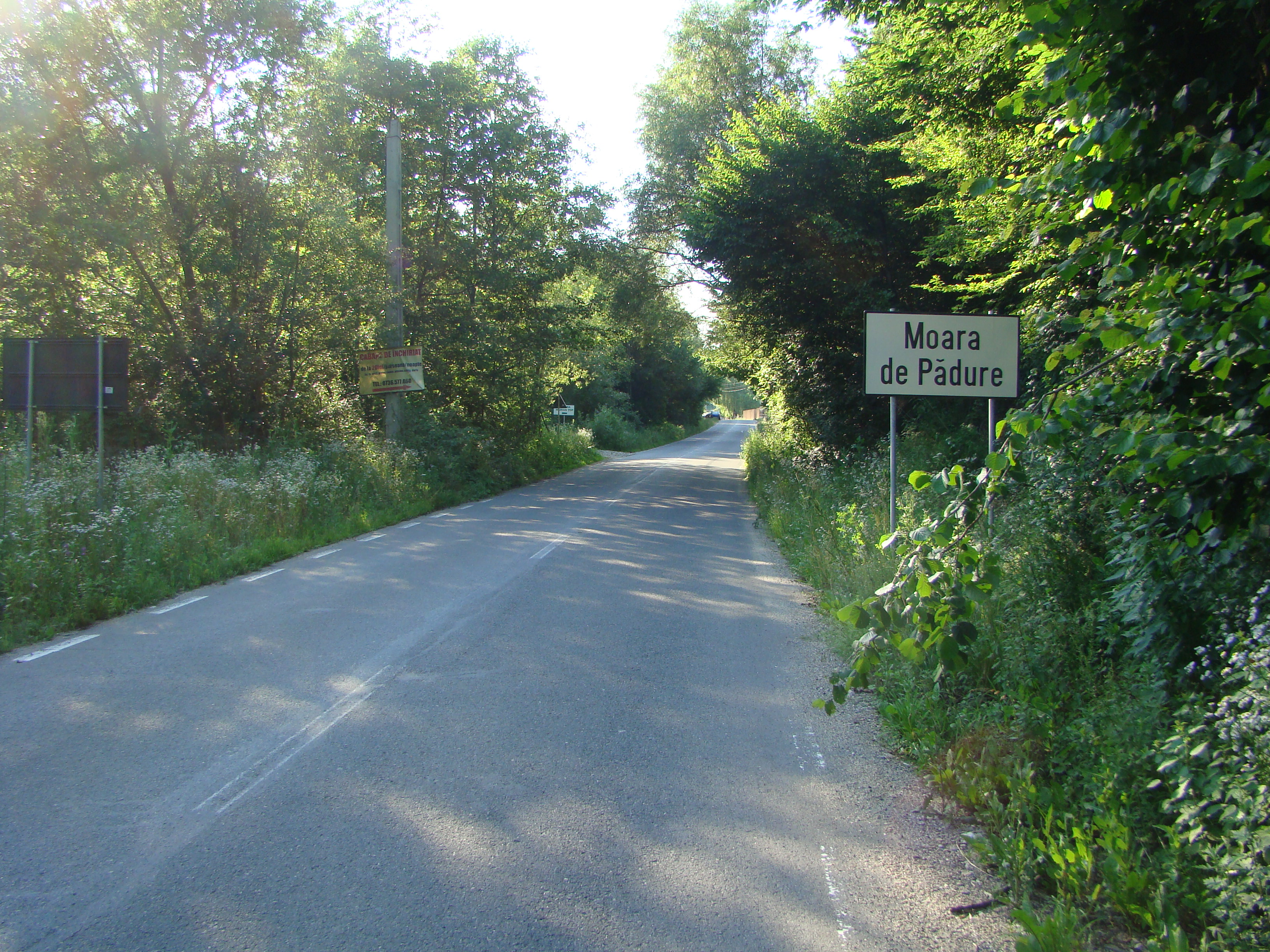
Intrarea în localitate
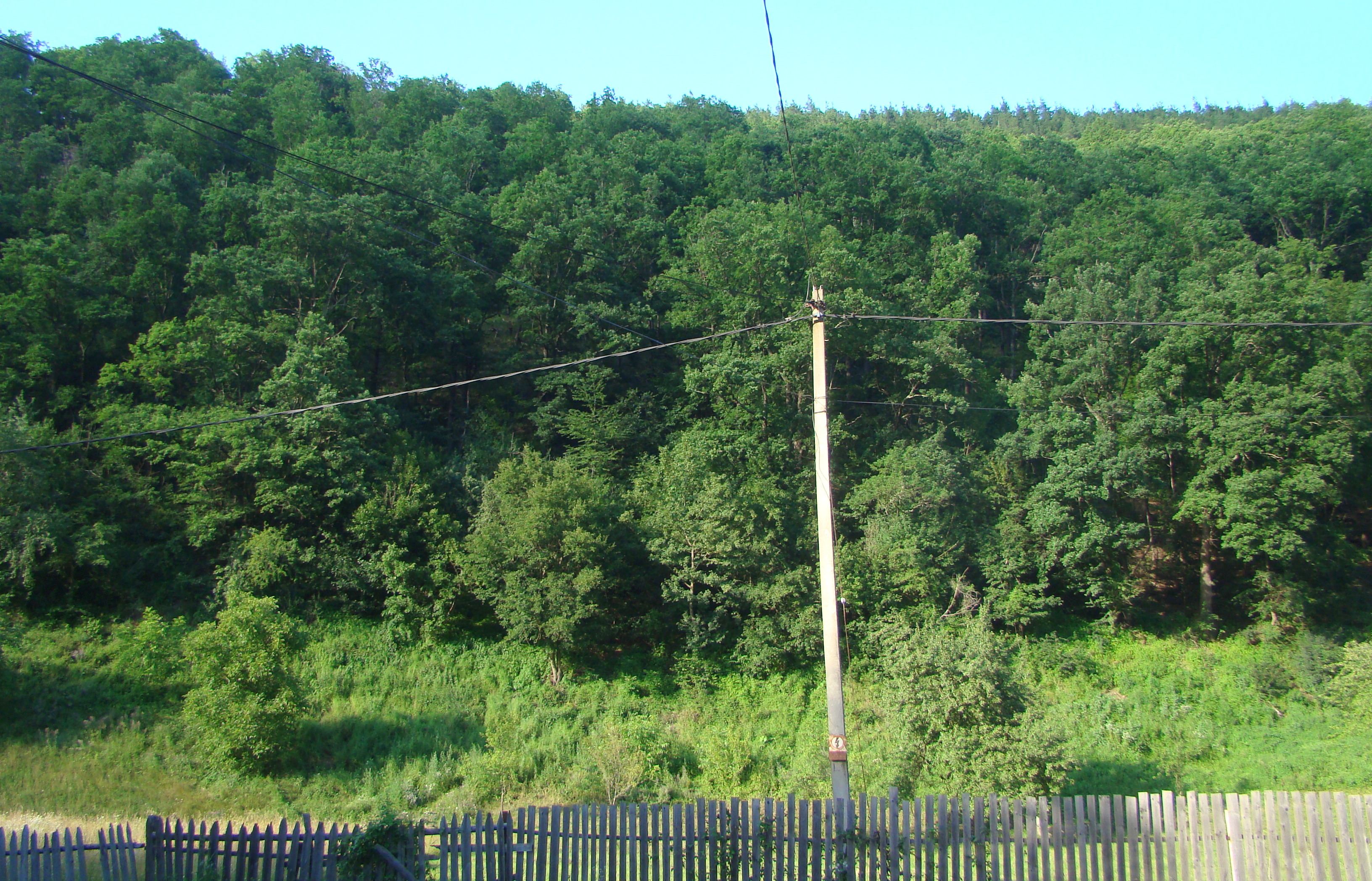
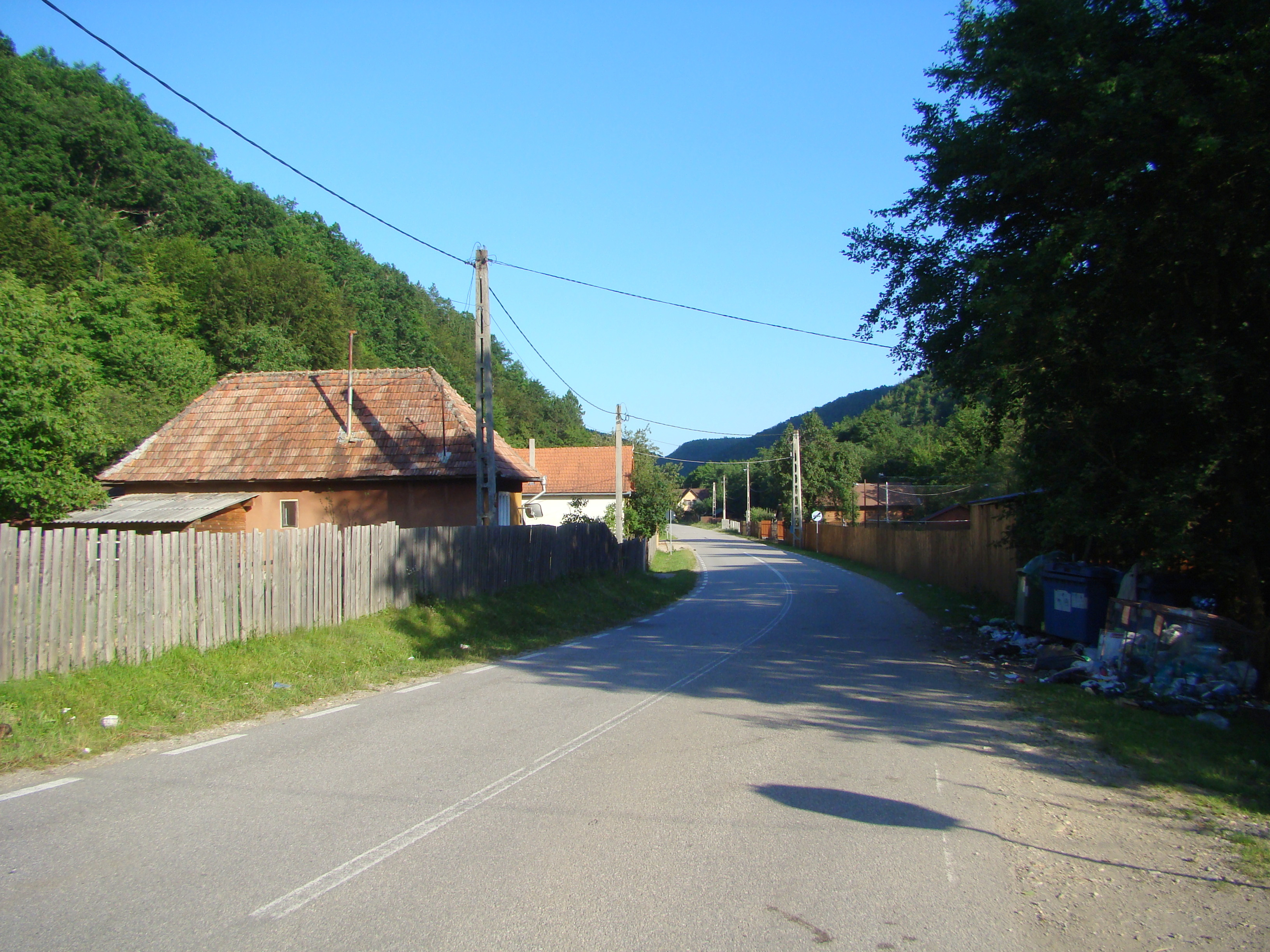
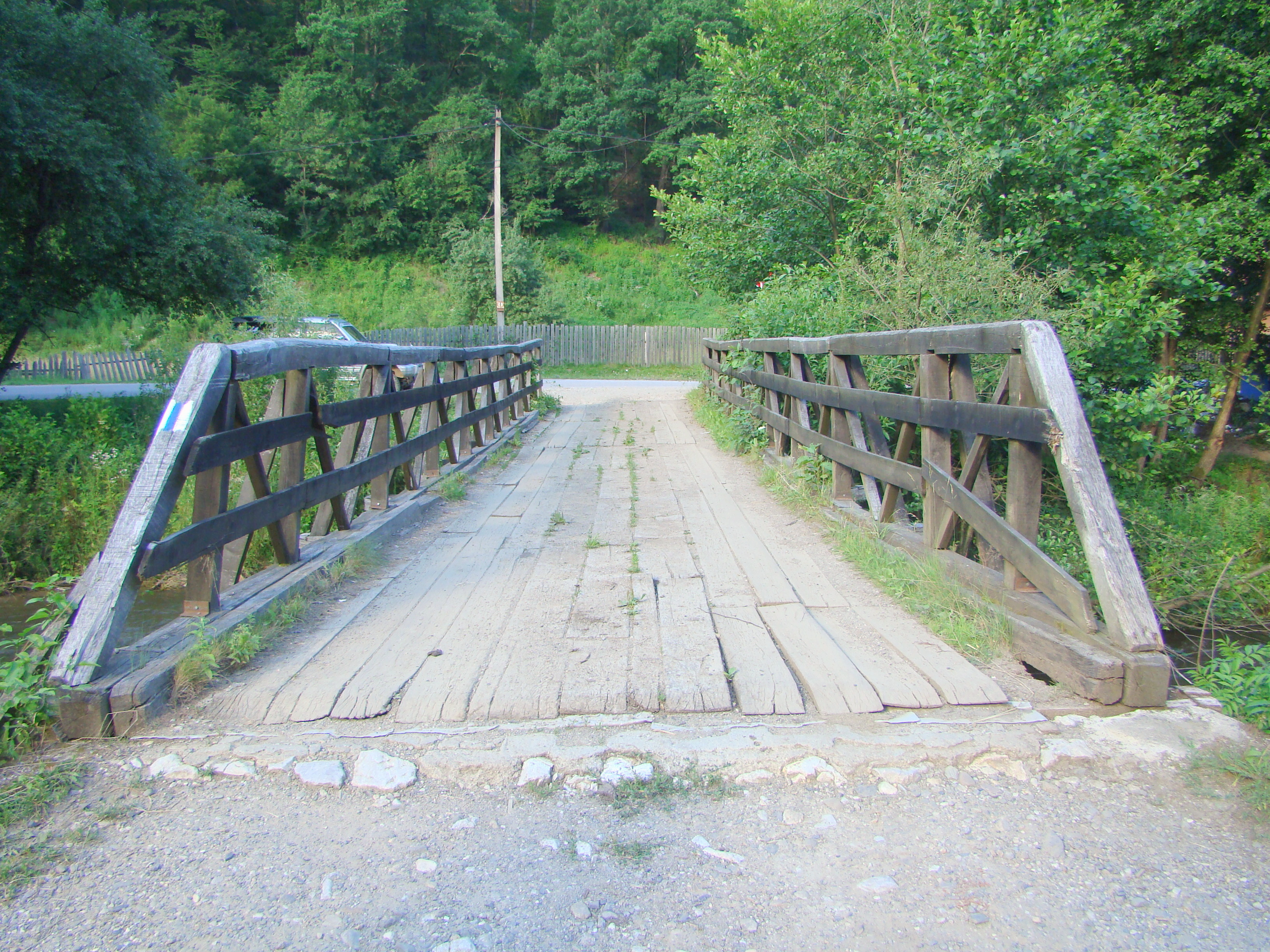
Pod peste Iara
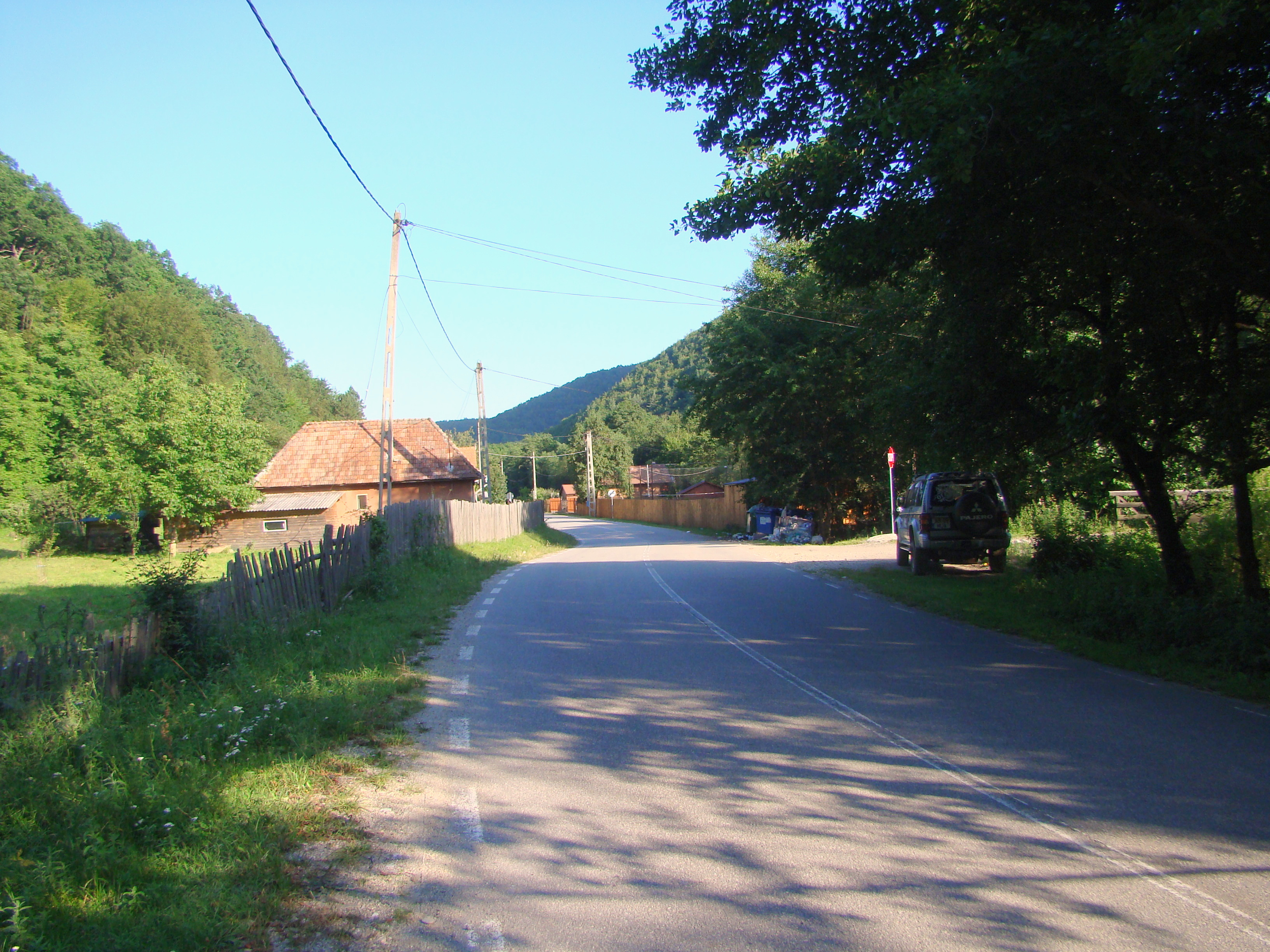
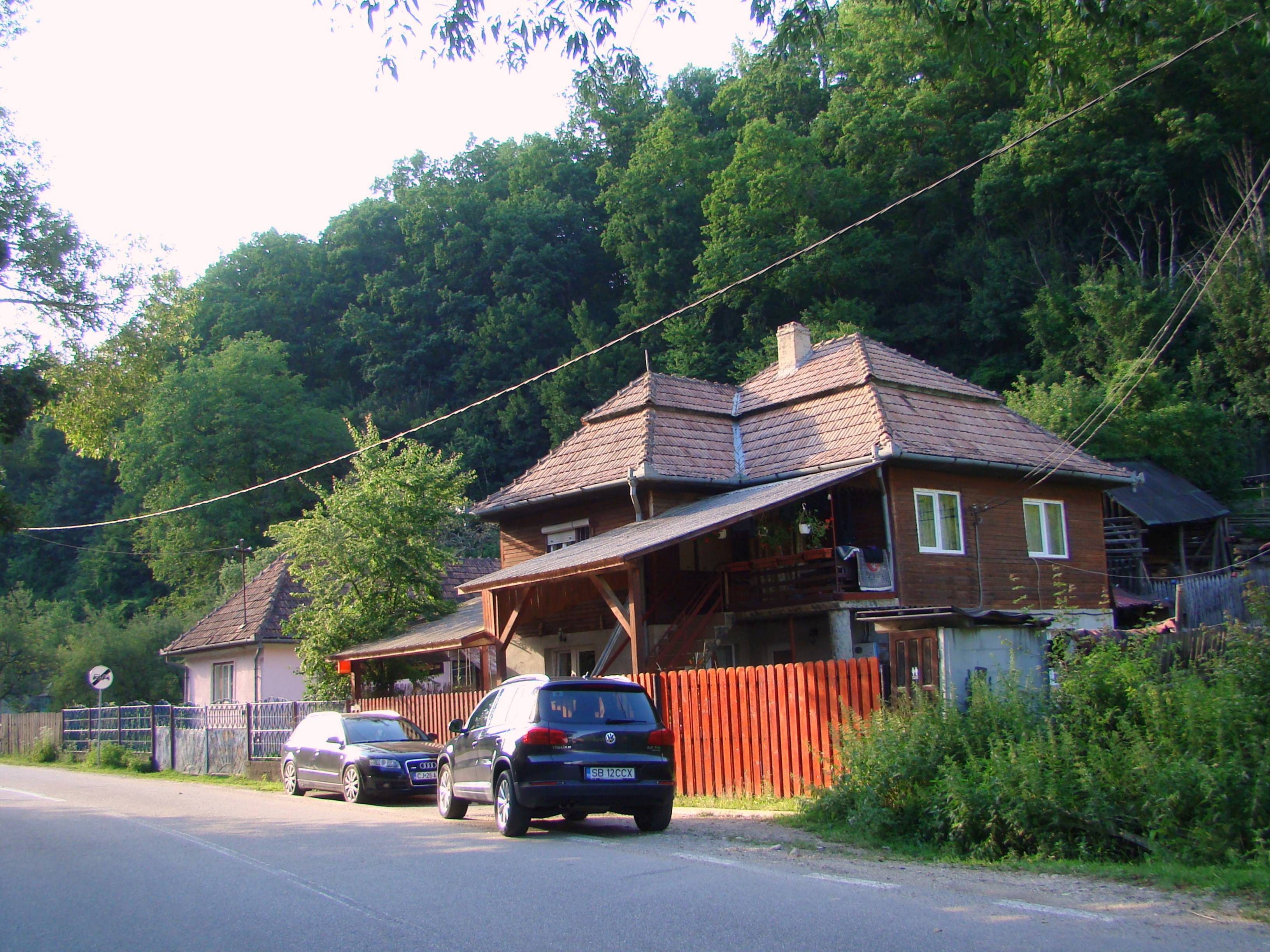
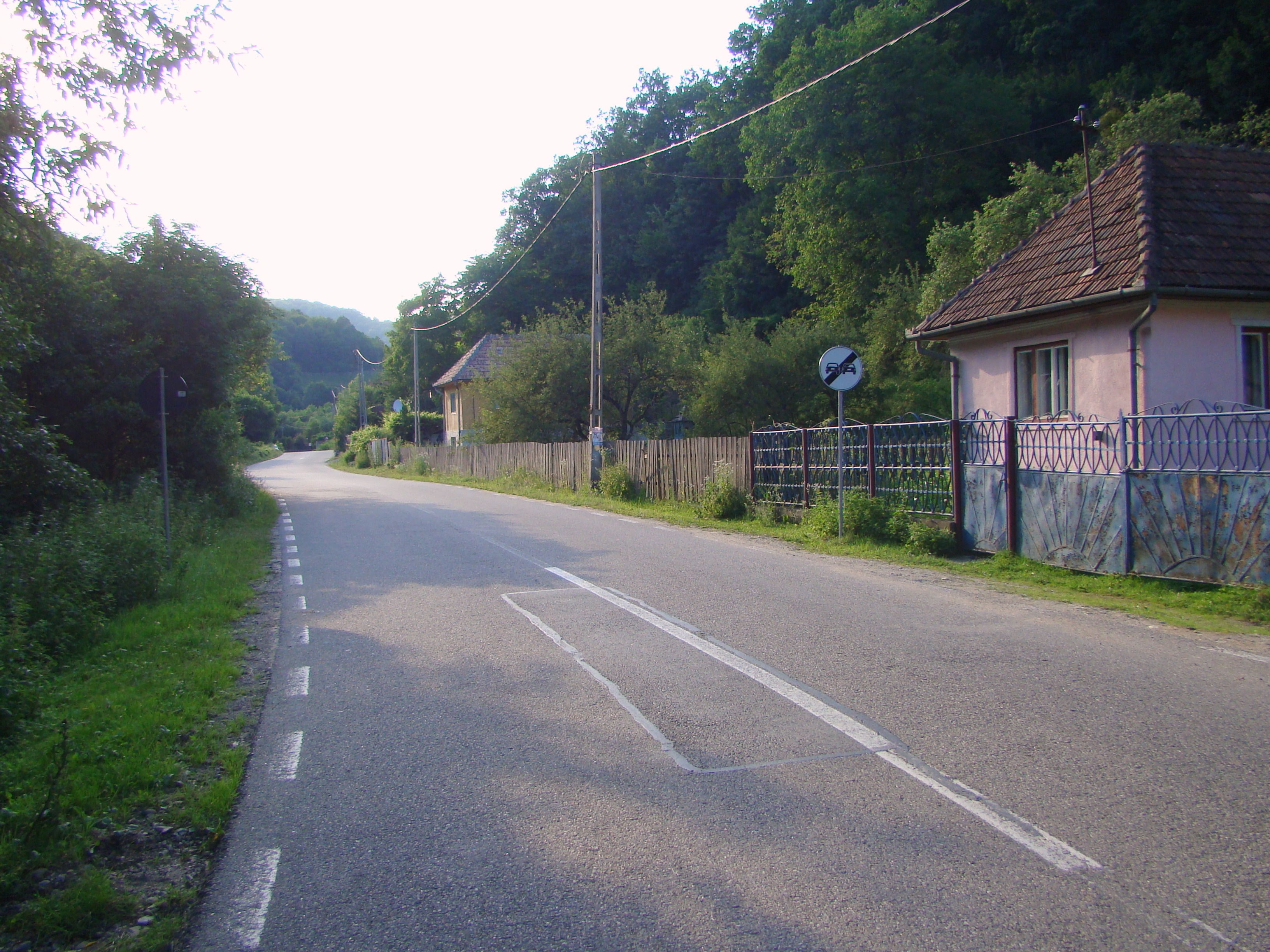